# 南投縣鄉道列表
南投縣鄉道列表，列出2016年1月22日公告以後的南投縣鄉道基本資料。南投縣現有鄉道計106條。

## 鄉道列表
| 編號                 | 名稱                | 起點                                           | 迄點                                           | 里程 (km) | 途經鄉鎮               | 里程牌設置情形                                                      | 備註                                                |
| -------------------- | ------------------- | ---------------------------------------------- | ---------------------------------------------- | --------- | ---------------------- | ------------------------------------------------------------------- | --------------------------------------------------- |
| 投1線                | 溪底仔～新庄          | 防汎路/溪南路 投2線                            | 日新街/芬草路二段口 投3線                      | 3.042     | 草屯鎮                 | 已設置                                                              |                                                     |
| 投1-1線              | 番仔田～牛屎崎      | 稻香路/防汎路 投1線                            | 稻香路/中正路 台3線                            | 1.281     | 草屯鎮                 | 已設置                                                              |                                                     |
| 投2線                | 溪底仔～御史        | 溪南路/溪岸路（縣界）銜接 彰188線              | 溪南路、中正路口 台3線                         | 1.843     | 草屯鎮                 | 已設置                                                              | [ 1 ]                                               |
| 投3線                | 水汴頭～新庄橋        | 芬草路二段/博愛路 台14線                       | 芬草路一段/新豐路 台63甲線                     | 1.648     | 草屯鎮                 | 已設置，起點牌已經遺失                                              | 由西向東                                            |
| 投3-1線              | 田厝子～新庄        | 新庄二路/燉煌路三段 台63線                     | 新庄二路/芬草路二段 投3線                      | 0.747     | 草屯鎮                 | 未設置                                                              |                                                     |
| 投4線                | 頂茄荖～新庄          | 石川路/芬草路三段 台14線                       | 石川路/博愛路 台14線                           | 3.626     | 草屯鎮                 | 已設置                                                              |                                                     |
| 投5線                | 北勢湳～田中央      | 永安路/玉屏路 投8線                            | 永安路 /中正路 台14線                          | 1.909     | 草屯鎮                 | 未設置，但有安裝舊時交流道里程牌                                    |                                                     |
| 投6線                | 北投～草屯          | 敦和路/史館路 投9線                            | 敦和路/成功路一段 台3線                        | 1.868     | 草屯鎮                 | 已設置，但新的終點牌未設置， 台3線 以東解編路段里程牌未拆除         | [ 2 ] [ 3 ]                                         |
| 投8線                | 玉峰～土城          | 玉屏橋/博愛路 台14線                           | 玉屏路/中正路 台14線                           | 6.455     | 草屯鎮                 | 已設置                                                              |                                                     |
| 投8-1線              | 牛屎崎～雙叉港      | 登輝路/中正路 台3甲線                          | 登輝路/玉屏路 投8線                            | 1.455     | 草屯鎮                 | 已設置                                                              |                                                     |
| 投9線                | 新庄～阿法庄            | 史館路/博愛路 台14線                           | 溝墘巷/草溪路 台3線                            | 4.555     | 草屯鎮                 | 已設置，但0.5K至2.5K還在舊的位置，終點牌里程仍為2010年版本未修改    |                                                     |
| 投10線               | 雙叉港～半路井仔    | 中和路/玉屏路 投8線                            | 中和路/玉屏路 投8線                            | 3.114     | 草屯鎮                 | 已設置                                                              |                                                     |
| 投11線               | 溪洲～營盤口        | 富貴巷/草溪路 台3線                            | 營盤路/中華路 台3甲線                          | 1.623     | 草屯鎮、南投市         | 已設置                                                              | [ 4 ]                                               |
| 投12線               | 土城～下雙冬        | 中正路/平峰路 台14線                           | 中正路/平峰路 台14線                           | 3.772     | 草屯鎮                 | 已設置                                                              |                                                     |
| 投13線               | 內興～新埔          | 光明路/中正路 台14乙線                         | 大埤街/東山路 投22-1線                         | 2.689     | 南投市                 | 已設置                                                              |                                                     |
| 投14線               | 富寮～竹子城        | 富頂路一段/中正路 台14線                       | 股坑巷/南坪路 投17線                           | 6.472     | 草屯鎮                 | 已設置                                                              |                                                     |
| 投15線               | 營盤口～內轆        | 東閔路/中華路 台3甲線                          | 東閔路/中興路/南營路 台14乙線                  | 2.447     | 南投市                 | 已設置，2K牌遺失                                                    | [ 2 ]                                               |
| 投16線               | 湖水～大厝內        | 八卦路1249巷縣界/彰78線                        | 八卦路1249巷/八卦路 縣道139號                  | 0.325     | 南投市                 | 未設置                                                              | [ 5 ]                                               |
| 投17線               | 青仔宅～中寮        | 南坪路/中正路 台14線                           | 鄉林巷/永安街 縣道139號                        | 15.802    | 草屯鎮、中寮鄉         | 已設置，但5K至7.5K還在舊的位置                                      |                                                     |
| 投18線               | 凹禍寮～小半山      | 鳳山路/八卦路 縣道139號                        | 鳳山路/彰南路三段 台14丁線                     | 3.246     | 南投市                 | 已設置，但缺2K牌                                                    |                                                     |
| 投19線               | 露營區～下平林      | 健行路北端（本線起點，九九峰生態藝術園區門口） | 健行路/平峰路 台14線                           | 1.275     | 草屯鎮                 | 已設置                                                              |                                                     |
| 投19-1線             | 清華亭～長風亭      | 健行路65巷/健行路投19線                        | 平學路/健行路 投19線                           | 1.117     | 草屯鎮                 | 牌面未更換，為舊投20線投20線牌面                                    |                                                     |
| 投20線               | 施厝坪～樟樹公      | 八卦路499巷/八德路 縣道139號                   | 成功三路/南崗三路 台3線                        | 4.528     | 南投市                 | 已設置                                                              | [ 7 ]                                               |
| 投21線               | 六分寮～草尾嶺      | 鳳鳴路/員南路（彰投縣界） 彰82線               | 鳳鳴路/八卦路 縣道139號                        | 1.254     | 南投市                 | 已設置                                                              | [ 8 ]                                               |
| 投22線               | 軍功寮～清水        | 東山路/中興路 台14乙線                         | 濯林巷（本線終點，銜接 農投中55號農路)         | 14.243    | 南投市、中寮鄉         | 已設置                                                              | 2024年1月10日本鄉道已經延伸至投26線，長度22.540KM。 |
| 投22-1線             | 南投酒廠～分水寮    | 東山路/東山路145巷 投22線                      | 龍南路/龍南路 投22線                           | 5.061     | 南投市、中寮鄉         | 已設置                                                              |                                                     |
| 投24線               | 大庄～新街          | 南田路/南田路 縣道150號縣道150                 | 新大巷/彰南路 台3線                            | 4.592     | 名間鄉                 | 已設置                                                              |                                                     |
| 投25線               | 南投～名間          | 府南二路/中興路 台14乙線                       | 山腳巷/彰南路 台3線                            | 8.559     | 南投市、名間鄉         | 已設置                                                              |                                                     |
| 投25-1線             | 千秋路～新厝        | 千秋路/千秋路217巷 投25線                      | 千義橋北端/永平路 縣道139號                    | 1.569     | 南投市、中寮鄉         | 已設置                                                              |                                                     |
| 投25-2線             | 新街～萬丹          | 田寮巷/彰南路 台3線                            | 新丹巷/新丹巷 投25線                           | 1.625     | 名間鄉                 | 已設置                                                              |                                                     |
| 投26線               | 鄉親寮～大坑        | 永平路/永平路，八仙二號橋西端 縣道139號        | 炭寮一號橋南端（本線終點，銜接 龍南產業道路)   | 8.267     | 中寮鄉                 | 已設置                                                              |                                                     |
| 投27線               | 後寮～集集          | 永平路/中集路 縣道139號                        | 八張街/名水路二段 台16線                       | 11.744    | 中寮鄉、集集鎮         | 已設置，0K牌毀損，11K之後尚未設置在新路線，終點牌也未設置           | [ 9 ]                                               |
| 投28線               | 大庄～田豐橋        | 仁和巷/南田路 投24線                           | 田仔巷/新厝路 投31線                           | 3.720     | 名間鄉                 | 已設置，但此鄉道末端縮短，4K牌面尚未移除，終點牌也沒有移到新位置    |                                                     |
| 投29線               | 茄苳腳～赤水        | 竹圍巷/出林虎路一段 投36線                     | 蓮蕉巷/南田路 縣道150號                        | 7.035     | 名間鄉                 | 已設置                                                              | 由南向北                                            |
| 投30線               | 橫山～虎山坑        | 八卦路/八卦路 縣道139乙線                      | 虎坑巷/彰南路 台3線                            | 9.382     | 南投市、名間鄉         | 里程牌面均位於舊位置尚未移動                                        |                                                     |
| 投30-1線             | 下新厝～二重埔      | 大廈巷/新厝路 投31線                           | 大廈巷/名山路一段 投36線                       | 1.370     | 名間鄉                 | 已設置                                                              | 與主線未相交                                        |
| 投31線               | 新街～松柏嶺        | 新厝路/彰南路 台3線                            | 新厝路/名松路一段 縣道139乙線                  | 7.462     | 名間鄉                 | 已設置                                                              |                                                     |
| 投32線               | 廍下～大庄          | 大岩巷/皮子寮巷 縣道139乙線                    | 大岩巷/南田路 縣道150號                        | 2.087     | 名間鄉                 | 已設置                                                              |                                                     |
| 投34線               | 錦梓～頂新厝        | 藍口巷/皮子寮巷 縣道139乙線                    | 武東巷/新厝路/名山路二段 投31線投36線          | 5.109     | 名間鄉                 | 已設置                                                              |                                                     |
| 投35線               | 松柏嶺～松柏坑      | 豐柏路/名松路二段 縣道139乙線                  | 豐柏路/豐柏路(彰投縣界)銜接 彰190線            | 1.430     | 名間鄉                 | 已設置                                                              | [ 10 ]                                              |
| 投36線               | 赤水～中山          | 出林虎路二段/南田路 縣道150號 · 縣道139乙線    | 名山路一段/名松路一段 縣道139乙線              | 7.035     | 名間鄉                 | 已設置                                                              |                                                     |
| 投36-1線             | 口寮～出林虎        | 口寮巷/名松路二段 縣道139乙線                  | 內寮巷/出林虎路一段 投36線                     | 2.907     | 名間鄉                 | 已設置                                                              |                                                     |
| 投37線               | 頂新厝～崁腳        | 新厝路/出林虎路一段 投36線                     | 新厝路/名松路一段 縣道139乙線                  | 1.555     | 名間鄉                 | 已設置，但 縣道139乙線 以南路段已解編，牌面未拆除，新終點牌未設置。 |                                                     |
| 投39線               | 新街～山腳          | 客庄巷/彰南路 台3線                              | 大老巷/山腳巷 投25線                           | 2.681     | 名間鄉                 | 已設置，但以東路段牌面未拆除，新終點牌未設置                        |                                                     |
| 投39-1線             | 大老巷～虎仔坑      | 大老巷/大老巷 投39線                           | 大老巷/彰南路 台3線                            | 1.061     | 名間鄉                 | 已設置，終點牌1K                                                    |                                                     |
| 投40線               | 湳子埔～埔中        | 埔中巷/埔中巷 投42線                           | 下埔巷/名松路一段 縣道139乙線                  | 4.900     | 名間鄉                 | 已設置                                                              |                                                     |
| 投42線               | 松柏坑～名間        | 埔中巷/名松路二段 縣道139乙線                  | 董門巷/彰南路 台3線                            | 9.141     | 名間鄉                 | 已設置                                                              |                                                     |
| 投44線               | 清水尾～新民        | 新民巷/員集路 縣道152號                        | 新民巷/南雲路 台3線                            | 2.561     | 名間鄉                 | 已設置                                                              |                                                     |
| 投45線               | 下坪～竹山          | 下坪路/濁水溪堤防道路（本線起點）              | 下坪路/大明路 台3線                            | 2.538     | 竹山鎮                 | 已設置，但 台3線以南路段解編，牌面未拆除，新終點牌未設置            |                                                     |
| 投46線               | 下坪～延平          | 公正巷/下坪路 投45線                           | 延正路/集山路二段 台3線                        | 4.571     | 竹山鎮                 | 已設置                                                              |                                                     |
| 投47線               | 南雲交流道～下崁    | 南雲交流道連絡道北端                           | 南雲交流道連絡道/集山路三段 台3線              | 1.698     | 竹山鎮                 | 已設置                                                              |                                                     |
| 投47-1線             | 冷水坑～車店子      | 中和路/南雲交流道連絡道 投47線                 | 民生巷/鯉南路 縣道149號                        | 4.030     | 竹山鎮                 | 已設置                                                              |                                                     |
| 投47-2線             | 下崁～竹山市區      | 前山路二段/南雲交流道連絡道 投47線             | 前山路一段/大明路 台3線                        | 2.466     | 竹山鎮                 | 已設置                                                              |                                                     |
| 投47-3線             | 冷水坑～竹山市區    | 中和路/南雲交流道連絡道 投47線                 | 枋坪巷/大明路 台3線                            | 3.230     | 竹山鎮                 | 已設置                                                              |                                                     |
| 投48線               | 竹山～延和國中      | 大智路/鯉南路 縣道149號                        | 大智路/集山路三段 台3線                        | 2.186     | 竹山鎮                 | 已設置，終點牌為2K                                                  |                                                     |
| 投48-1線             | 竹山～內坑橋        | 中山路/大智路 投48線                           | 中山路/中正巷 投48-2線                         | 2.166     | 竹山鎮                 | 已設置，終點牌為2K                                                  |                                                     |
| 投48-2線             | 竹山～內坑橋        | 中正巷/大智路 投48線                           | 中正巷/中山路 投48-1線                         | 2.094     | 竹山鎮                 | 已設置，終點牌為2K                                                  |                                                     |
| 投49線               | 竹山～龍鳳峽        | 頂林路/大智路 投48線                           | 安山路/溪山路 投51線                           | 29.611    | 竹山鎮                 | 已設置                                                              |                                                     |
| 投49-1線             | 過溪～田子          | 田東路/鯉南路 縣道149號                        | 東正路/頂林路 投49線                           | 3.442     | 竹山鎮                 | 已設置                                                              |                                                     |
| 投51線               | 溪頭～龍鳳峽        | 溪山路/興產路 縣道151號                        | 溪山路/安山路 投49線                           | 12.426    | 竹山鎮                 | 僅有杉林溪公司自設里程牌面，終點牌位於山林溪收費站入口，為16.5K     |                                                     |
| 投52線               | 瑞竹～瑞龍瀑布      | 坪頂路/鯉南路 縣道149號                        | 山坪頂林道（本線終點，位於瑞龍瀑布停車場入口)  | 4.715     | 竹山鎮                 | 已設置                                                              |                                                     |
| 投53線               | 過溪～瑞竹          | 鯉行路/鯉南路 縣道149號                        | 鯉行路/鯉南路 縣道149號                        | 8.261     | 竹山鎮                 | 已設置，終點牌為8K+530                                              |                                                     |
| 投54線               | 磨仔坑～水里          | 磨坑巷/名水路三段 台16線                       | 中山路二段/名水路一段、中正路 台16線 縣道131號 | 17.183    | 名間鄉、集集鎮、水里鄉 | 已設置，終點牌為17K                                                 |                                                     |
| 投55線               | 延平～崩崁頭        | 延山路/東鄉路 縣道151號                        | 愛鄉路/興產路 縣道151號                        | 18.786    | 竹山鎮、鹿谷鄉         | 已設置                                                              |                                                     |
| 投55-1線             | 小半天～五崙尾      | 光復路/愛鄉路 投55線                           | 二突路/仁義路 投56線                           | 4.383     | 鹿谷鄉                 | 已設置                                                              |                                                     |
| 投55-2線             | 內湖～和雅          | 和雅路/興產路 縣道151號                        | 和雅路/愛鄉路 投55線                           | 2.014     | 鹿谷鄉                 | 已設置                                                              |                                                     |
| 投56線               | 鹿谷～信義          | 仁義路/鹿彰路 縣道151號                        | 順平巷/愛國巷 投91線                           | 24.116    | 鹿谷鄉、信義鄉         | 已設置                                                              |                                                     |
| 投57線               | 秀峰～麒麟潭        | 鳳鵬巷/仁愛路 縣道131號                        | 麒麟路/仁義路 投56線                           | 9.409     | 竹山鎮                 | 已設置，由原本的投101線直接貼上新編號                               | 該路線解編                                          |
| 投58線               | 石牌～北埔          | 仁愛路/集鹿南路 縣道139號                      | 博愛路/中山路一段 台16線                       | 7.154     | 鹿谷鄉、水里鄉           | 已設置，終點牌為7K                                                  | [ 12 ]                                              |
| 投59線               | 永豐～草林          | 永豐巷/中山路 台16線                           | 中坑巷（本線終點，銜接永隆道路）               | 10.388    | 水里鄉                 | 已設置，0K至7.5K為原本的投61線 里程牌貼上新編號                     |                                                     |
| 投61線               | 長寮頭～孔雀園      | 永川巷/華山巷 縣道131號                        | 金天巷/中正路 台21甲線                         | 4.367     | 魚池鄉                 | 已設置                                                              |                                                     |
| 投62線               | 頭社～武登村        | 頭社國小旁，平和巷（本線起點)                  | 協力巷/集里路 台21線                           | 4.267     | 魚池鄉                 | 已設置                                                              |                                                     |
| 投63線               | 魚池～金天巷        | 文武巷/魚池街 縣道131號                        | 金天巷東側端點（晶園渡假村門口）               | 2.794     | 魚池鄉                 | 已設置                                                              |                                                     |
| 投64線               | 五城～桃米坑        | 華龍巷/五城巷 縣道131號                        | 桃米巷/桃南路 台21線                           | 11.852    | 魚池鄉、埔里鎮         | 已設置，但終點牌遺失                                                |                                                     |
| 投65線               | 埔里～新城          | 中山路二段/中正路 縣道131號                    | 香茶巷/大雁巷 台21線                           | 12.723    | 埔里鎮、魚池鄉         | 已設置，但4K之後至終點還是在舊的位置                                | [ 13 ]                                              |
| 投65-1線             | 埔里市區～白葉坑    | 忠孝路/中正路 縣道131號                        | 隆生路/珠生路 投65線                           | 2.268     | 埔里鎮、魚池鄉         | 已設置                                                              | [ 13 ]                                              |
| 投65-2線             | 鹽菜甕～魚池        | 埔尾路/香茶巷 投65線                           | 福興巷/魚池街 縣道131號                        | 4.128     | 魚池鄉                 | 已設置                                                              |                                                     |
| 投66線               | 火培坑～槌仔寮      | 華龍巷/華龍巷 投64線                           | 山楂腳巷/通文巷 縣道131號                      | 5.804     | 魚池鄉                 | 已設置，但新的終點牌未設置                                          | [ 14 ]                                              |
| 投66-1線             | 山楂腳～大雁        | 大雁巷、山楂腳巷口 投66線                      | 大雁巷、大雁巷口 台21線                        | 1.595     | 魚池鄉                 | 已設置                                                              |                                                     |
| 投67線               | 槌仔寮～貓囒        | 文正巷/山楂腳巷 縣道131號                      | 文正巷/大雁巷 台21線                           | 2.109     | 魚池鄉                 | 已設置                                                              | [ 2 ] [ 15 ]                                        |
| 投68線               | 北山村～成功        | 種瓜路/南港路 縣道147號                        | 種瓜路/桃米巷 投64線                           | 8.988     | 國姓鄉、埔里鎮         | 已設置                                                              | [ 16 ]                                              |
| 投69線               | 內大林～長寮頭      | 中正路/武界路 投71線                           | 慶隆巷/水尾巷 縣道131號                        | 13.697    | 埔里鎮、魚池鄉         | 已設置，但新的終點牌未設置                                          | [ 2 ]                                               |
| 投69-1線             | 外加道～內加道      | 碧山巷/五馬巷 縣道131號                        | 中興巷/中興巷 投69線                           | 2.495     | 魚池鄉                 | 已設置                                                              | [ 2 ]                                               |
| 投70線               | 紅仙水～東埔        | 過坑路/中正路 投69線                           | 過坑路/武界路 投71線                           | 3.076     | 埔里鎮                 | 已設置                                                              |                                                     |
| 投71線               | 水頭～武界          | 中正路/水頭路 縣道131號                        | 新武界隧道北口，銜接 投83線                    | 18.093    | 埔里鎮、仁愛鄉         | 已設置，但16.5K至終點為舊的位置                                     | [ 17 ]                                              |
| 投72線               | 珠格～東埔          | 珠生路/珠崙巷 投65線                           | 東潤路/武界路 投71線                           | 4.755     | 埔里鎮                 | 已設置                                                              |                                                     |
| 投73線               | 小埔社～坪頭        | 永豐路/西安路二段 台21線                       | 善新橋南端/中山路四段 台14線                   | 7.138     | 埔里鎮                 | 已設置                                                              |                                                     |
| 投73-1線             | 八潘崎～向善一號橋  | 北村路/西安路三段 台21線                       | 向善路/向善一巷 投73線                         | 7.178     | 埔里鎮                 | 已設置                                                              | [ 18 ]                                              |
| 投73-2線             | 水尾～愛蘭          | 向善路/善新路 投73線                           | 鐵山路/中山路三段 台14線 · 台21線              | 3.849     | 埔里鎮                 | 已設置                                                              | [ 18 ]                                              |
| 投75線               | 四角城～埔里        | 中正路/西安路二段 台21線                       | 中正路/信義路 台14線 · 台21線                  | 4.669     | 埔里鎮                 | 已設置                                                              |                                                     |
| 投76線               | 史港～牛眠山        | 獅子路/西安路二段 台21線                       | 福興路/西安路二段 台21線                       | 3.609     | 埔里鎮                 | 已設置                                                              |                                                     |
| z076.1/span>投76-1線 | 福興溫泉-埔里交流道 | 福興南路/福興路 投76線                         | 福興南路/國道6號聯絡道 國道6號                 | 1.829     | 埔里鎮                 | 已設置，終點牌為2K                                                  | 福興溫泉聯外道路，本鄉道尚未核定公告                |
| 投77線               | 壽全橋～愛蘭橋      | 南環路/珠生路 投72線                           | 南環路/中山路三段 台14線 · 台21線              | 3.839     | 埔里鎮                 | 由原本的投72-1線直接貼上新編號                                      | 由南向北                                            |
| 投78線               | 四角城～大湳        | 成功路/西安路二段 台21線                       | 大湳路/中山路一段 台14線                       | 3.892     | 埔里鎮                 | 已設置                                                              |                                                     |
| 投79線               | 大湳～鯉魚潭        | 鯉魚路/中山路一段 台14線                       | 鯉魚路末端（本線終點）埔里彈藥庫營區門口       | 3.100     | 埔里鎮                 | 已設置，但終點牌從缺                                                | [ 19 ]                                              |
| 投80線               | 梅子林～惠蓀林場    | 北原路/國姓路 台21線                           | 山林巷，惠蓀林場收費站(本線終點)               | 8.076     | 國姓鄉、仁愛鄉         | 已設置，但仍為2010年設置版本，惠蓀林場內路線已經解編但里程牌未移除  |                                                     |
| 投81線               | 中坑～長豐村        | 東二巷，中坑產業道路(本線起點)                 | 長友巷/大長路 台21線                           | 9.002     | 國姓鄉                 | 已設置，但還是舊的投97線里程牌                                      |                                                     |
| 投82線               | 房厝～清風          | 北原路/北原路 台21線                           | 北原路東北端（本線終點，泰雅渡假村門口）       | 1.346     | 國姓鄉                 | 已設置                                                              | 由南向北                                            |
| 投83線               | 霧社～武界          | 大安路/中正路 台14線                           | 新武界隧道北口，銜接 投71線                    | 25.198    | 仁愛鄉                 | 已設置，14K之後至終點為2020年新設置                                 |                                                     |
| 投84線               | 國姓～北港溪        | 國姓路/大長路 縣道133號                        | 長北路/長北路 台21線                           | 5.231     | 國姓鄉                 | 已設置                                                              |                                                     |
| 投85線               | 靜觀～廬山          | 平生路（本線起點）靜觀部落入口                 | 中興巷、合作產業道路/中興巷 台14線             | 9.647     | 仁愛鄉                 | 已設置                                                              |                                                     |
| 投89線               | 天池～力行檢查哨    | 福壽路（縣/市界）銜接 中131線                  | 力行產業道路、信義巷/仁和路 台14甲線           | 53.193    | 仁愛鄉                 | 已設置                                                              | [ 20 ]                                              |
| 投91線               | 信義～土場          | 明德街/玉山路 台21線                           | 信和產業道路、美信巷/美信巷 台21線             | 22.382    | 信義鄉                 | 已設置，但8K之後直接由投59線貼上新編號                              |                                                     |
| 投93線               | 同富～桐林          | 同和巷/玉山路 台21線                           | 太平巷/太平巷 台21線                           | 5.959     | 信義鄉                 | 已設置，終點牌里程為6K+390                                          | [ 21 ]                                              |
| 投95線               | 和社～東埔          | 開高巷/玉山路 台21線                           | 開高巷（本線終點，續行可接沙里仙林道)          | 7.766     | 信義鄉                 | 已設置                                                              | [ 22 ]                                              |
| 投97線               | 德化社～地利        | 中正路367巷/中正路 台21甲線                    | 開信巷/忠信巷 台16線                           | 11.295    | 魚池鄉、信義鄉         | 已設置，直接由原本的投63線里程牌貼上新編號                          | [ 23 ]                                              |
| 投100線              | 竹山交流道～凸鼻子  | 產業運輸大道/竹山交流道聯絡道                  | 產業運輸大道/仁愛路投58線                      | 15.124    | 竹山鎮、鹿谷鄉、水里鄉 | 已設置，終點牌為15K                                                 | [ 24 ]                                              |

## 廢除路線和舊線
| 編號     | 起點鄉鎮 | 起點地名                             | 迄點鄉鎮 | 迄點地名                                       | 里程( km) | 備註                                                            |
| 投12線   | 南投市   | 平林橋（ 台14丁線岔路）              | 草屯鎮   | 頭前厝（ 台14乙線舊路岔路）                    | 1.881     | 已於2007年公告取消此路線                                        |
| 投23線   | 南投市   | 橫山（ 縣道139號岔路）               | 名間鄉   | 赤水（ 縣道150號岔路）                         | 4.643     | 已於1994年公告解編，升格縣道139乙，目前留存2.5K、3K、3.5K里程碑 |
| 投26-1線 | 中寮鄉   | 哮貓（投26線岔路，永樂路與福山路口） | 中寮鄉   | 粗坑(本線終點，續行農路)                       | 2.421     | 已於2016年公告解編                                              |
| 投33線   | 名間鄉   | 廓下（投32線岔路）                   | 名間鄉   | 籃口店（投34線岔路）                           | 0.520     | 已於2016年公告解編                                              |
| 投38線   | 名間鄉   | 赤水（ 縣道150號岔路）               | 名間鄉   | 名間市區（ 台3線岔路）                         | 10.200    | 已於1994年公告解編，升格縣道139乙                               |
| 投43線   | 竹山鎮   | 山仔腳（ 台3丙線岔路,社寮國小旁）    | 竹山鎮   | 後溝坑(本線終點)                               | 1.074     | 位於社寮里、山崇里，已於2016年公告解編，目前留存1K里程碑        |
| 投46-1線 | 竹山鎮   | 江西林（投46線岔路）                 | 竹山鎮   | 下延平（ 台3線岔路）                           | 2.538     | 已於2016年公告解編                                              |
| 投46-2線 | 竹山鎮   | 竹山工業區（投46線岔路）             | 竹山鎮   | 埔心子（ 台3線岔路）                           | 1.103     | 已於2007年公告解編                                              |
| 投50線   | 竹山鎮   | 過坑子（ 台3線岔路，鹿山路口）       | 竹山鎮   | 延和（ 台3線岔路，瑞竹巷口）                   | 1.795     | 已於2016年公告解編                                              |
| 投54線   | 竹山鎮   | 林頂（ 縣道149號岔路）               | 竹山鎮   | 民眾坪（投49線岔路）                           | 36.965    | 已於2016年公告解編                                              |
| 投57線   | 竹山鎮   | 林頂（投54線岔路）                   | 竹山鎮   | 小旗子（小旗巷，本線終點）                     | 4.365     | 已於2016年公告解編                                              |
| 投69-2線 | 魚池鄉   | 長寮尾（ 縣道131號岔路）             | 魚池鄉   | 東光（投69線岔路）                             | 1.542     | 已於2016年公告解編                                              |
| 投69-3線 | 魚池鄉   | 東光（投69線岔路，東光派出所）       | 魚池鄉   | 頂城(本線終點)                                 | 1.103     | 已於2016年公告解編，目前留存1K里程碑                            |
| 投77線   | 埔里鎮   | 牛相觸（ 台21線岔路）                | 埔里鎮   | 暨南國際大學                                   | 2.800     | 已於2007年公告解編，目前留存0K、4K里程碑                        |
| 投82線   | 國姓鄉   | 國姓（國姓路岔路，國姓基督教會附近） | 國姓鄉   | 竹坑（北竹坑，本線終點，續行農路）             | 2.249     | 已於2016年公告解編                                              |
| 投93線   | 鹿谷鄉   | 初鄉（ 縣道131號岔路，初鄉國小旁）   | 鹿谷鄉   | 中村（中村巷，本線終點，續行八通關古道社寮線） | 2.511     | 已於2016年公告解編                                              |
| 投94線   | 竹山鎮   | 投雲縣界（ 縣道158甲線岔路）         | 竹山鎮   | 投雲縣界（ 縣道149號岔路）                     | 3.018     | 已於2007年公告解編，升格縣道158甲                               |
| 投99線   | 鹿谷鄉   | 水尾（ 縣道151號岔路）               | 鹿谷鄉   | 清水尾（水尾巷，本線終點）                     | 3.145     | 已於2016年公告解編                                              |